# Kozmadombja, Zala
Kozmadombja  este un sat în districtul Lent, județul Zala, Ungaria, având o populație de 51 de locuitori (2011). 

## Demografie
Componența etnică a satului Kozmadombja
     Maghiari (100%)
Componența confesională a satului Kozmadombja
     Romano-catolici (78,43%)
     Necunoscută (21,57%)
Conform recensământului din 2011, satul Kozmadombja avea 51 de locuitori. Din punct de vedere etnic, majoritatea locuitorilor (100,0%) erau maghiari.  Din punct de vedere confesional, majoritatea locuitorilor (78,43%) erau romano-catolici. Pentru 21,57% din locuitori nu este cunoscută apartenența confesională.